# 穆尼奥梅尔德尔佩科
穆尼奥梅尔德尔佩科，是西班牙卡斯蒂利亚-莱昂阿维拉省的一个市镇。 总面积10平方（3.9平方英里）, 总人口139人（2001年），人口密度14每平方（36每平方英里）。